# Język kinga
Język kinga – język z rodziny bantu, używany w Tanzanii. W 1971 roku liczba mówiących wynosiła ok. 57 tys.